# Euglyphida
Az Euglyphida a Cercozoa amőbákból álló csoportja, mely a legtöbb ismert fajban szilikáttartalmú pikkelyekkel, lemezekkel vagy tüskékkel rendelkező héjakat termel, de e minták más fajokban nincsenek jelen. E részek a sejten belül jönnek létre és annak felszínén állnak össze többé-kevésbé szabályosan, textúrát adva a héjnak. A táplálékot elkapó és a sejtet a szubsztráton mozgató hosszú, vékony állábaknak egy nyílás van.
Az Euglyphida hagyományosan más amőbákkal együtt szerepelt, de genetikai tanulmányok számos amőboid és ostoros csoport közé helyezik a Cercozoa taxonban. Legközelebbi rokona a szilikátos héjakat alkotó ostoros Thaumatomonadea.
Fotoszintetikus fajok vannak a Paulinella és Placocista nemzetségben. Előbbinél cianobaktérium telepedett meg folyamatosan a sejtben, utóbbi néhány fajában szimbionta Chlorella-kolóniák élnek, a kapcsolat kevésbé erős. A Paulinella fototróf, a Placocista mixotróf.
Egy generációjuk 4–28 napig tarthat.

## Élőhely
Gyakori talajokon, mocsarakban és más szerves anyagban gazdag környezetekben, és kis élőlényeket, például baktériumokat eszik. A héj általában 30–100 μm hosszú, de a sejt ennek csak egy részét foglalja el. Szaporodáskor egy másik héj jön létre a nyílással szemben, így mindkét utódsejt védett marad. A különböző nemzetségeket és fajokat elsősorban héjformájuk különbözteti meg. A leggyakoribbak az Euglypha és a Trinema. Vannak ezenkívül mohákon lakó fajaik is.
Az Euglyphida kozmopolita élőlény.
A sómennyiség tekintetében tűréshatáruk – az Arcellinida csoporthoz hasonlóan – kicsi: a vezetőképesség 0,25 mS/cm-es növekedése 50%-kal csökkenti mennyiségüket.

## Filogenetika
Chatelain et al. 2013 alapján:
|  | Euglyphidae Wallich 1864 emend Lara et al. 2007                                                                                         |
|  | |
|  | \| \| Sphenoderiidae Chatelain et al. 2013 \| \| \| \| \| \| Trinematidae Hoogenraad et De Groot 1940 emend Adl et al. 2012 \| \| \| \| |
|  | |
|  | Sphenoderiidae Chatelain et al. 2013 |
|  | |
|  | Trinematidae Hoogenraad et De Groot 1940 emend Adl et al. 2012                                                                          |
|  | |

|  | Sphenoderiidae Chatelain et al. 2013                           |
|  |                                                                |
|  | Trinematidae Hoogenraad et De Groot 1940 emend Adl et al. 2012 |
|  |                                                                |

|  | Euglyphidae Wallich 1864 emend Lara et al. 2007                                                                                         |
|  | |
|  | \| \| Sphenoderiidae Chatelain et al. 2013 \| \| \| \| \| \| Trinematidae Hoogenraad et De Groot 1940 emend Adl et al. 2012 \| \| \| \| |
|  | |
|  | Sphenoderiidae Chatelain et al. 2013 |
|  | |
|  | Trinematidae Hoogenraad et De Groot 1940 emend Adl et al. 2012                                                                          |
|  | |

|  | Sphenoderiidae Chatelain et al. 2013                           |
|  |                                                                |
|  | Trinematidae Hoogenraad et De Groot 1940 emend Adl et al. 2012 |
|  |                                                                |

|  | Euglyphidae Wallich 1864 emend Lara et al. 2007                                                                                         |
|  | |
|  | \| \| Sphenoderiidae Chatelain et al. 2013 \| \| \| \| \| \| Trinematidae Hoogenraad et De Groot 1940 emend Adl et al. 2012 \| \| \| \| |
|  | |
|  | Sphenoderiidae Chatelain et al. 2013 |
|  | |
|  | Trinematidae Hoogenraad et De Groot 1940 emend Adl et al. 2012                                                                          |
|  | |

|  | Sphenoderiidae Chatelain et al. 2013                           |
|  |                                                                |
|  | Trinematidae Hoogenraad et De Groot 1940 emend Adl et al. 2012 |
|  |                                                                |

|  | Euglyphidae Wallich 1864 emend Lara et al. 2007                                                                                         |
|  | |
|  | \| \| Sphenoderiidae Chatelain et al. 2013 \| \| \| \| \| \| Trinematidae Hoogenraad et De Groot 1940 emend Adl et al. 2012 \| \| \| \| |
|  | |
|  | Sphenoderiidae Chatelain et al. 2013 |
|  | |
|  | Trinematidae Hoogenraad et De Groot 1940 emend Adl et al. 2012                                                                          |
|  | |

|  | Sphenoderiidae Chatelain et al. 2013                           |
|  |                                                                |
|  | Trinematidae Hoogenraad et De Groot 1940 emend Adl et al. 2012 |
|  |                                                                |

|  | Euglyphidae Wallich 1864 emend Lara et al. 2007                                                                                         |
|  | |
|  | \| \| Sphenoderiidae Chatelain et al. 2013 \| \| \| \| \| \| Trinematidae Hoogenraad et De Groot 1940 emend Adl et al. 2012 \| \| \| \| |
|  | |
|  | Sphenoderiidae Chatelain et al. 2013 |
|  | |
|  | Trinematidae Hoogenraad et De Groot 1940 emend Adl et al. 2012                                                                          |
|  | |

|  | Sphenoderiidae Chatelain et al. 2013                           |
|  |                                                                |
|  | Trinematidae Hoogenraad et De Groot 1940 emend Adl et al. 2012 |
|  |                                                                |

|  | Euglyphidae Wallich 1864 emend Lara et al. 2007                                                                                         |
|  | |
|  | \| \| Sphenoderiidae Chatelain et al. 2013 \| \| \| \| \| \| Trinematidae Hoogenraad et De Groot 1940 emend Adl et al. 2012 \| \| \| \| |
|  | |
|  | Sphenoderiidae Chatelain et al. 2013 |
|  | |
|  | Trinematidae Hoogenraad et De Groot 1940 emend Adl et al. 2012                                                                          |
|  | |

|  | Sphenoderiidae Chatelain et al. 2013                           |
|  |                                                                |
|  | Trinematidae Hoogenraad et De Groot 1940 emend Adl et al. 2012 |
|  |                                                                |

|  | Euglyphidae Wallich 1864 emend Lara et al. 2007                                                                                         |
|  | |
|  | \| \| Sphenoderiidae Chatelain et al. 2013 \| \| \| \| \| \| Trinematidae Hoogenraad et De Groot 1940 emend Adl et al. 2012 \| \| \| \| |
|  | |
|  | Sphenoderiidae Chatelain et al. 2013 |
|  | |
|  | Trinematidae Hoogenraad et De Groot 1940 emend Adl et al. 2012                                                                          |
|  | |

|  | Sphenoderiidae Chatelain et al. 2013                           |
|  |                                                                |
|  | Trinematidae Hoogenraad et De Groot 1940 emend Adl et al. 2012 |
|  |                                                                |

|  | Euglyphidae Wallich 1864 emend Lara et al. 2007                                                                                         |
|  | |
|  | \| \| Sphenoderiidae Chatelain et al. 2013 \| \| \| \| \| \| Trinematidae Hoogenraad et De Groot 1940 emend Adl et al. 2012 \| \| \| \| |
|  | |
|  | Sphenoderiidae Chatelain et al. 2013 |
|  | |
|  | Trinematidae Hoogenraad et De Groot 1940 emend Adl et al. 2012                                                                          |
|  | |

|  | Sphenoderiidae Chatelain et al. 2013                           |
|  |                                                                |
|  | Trinematidae Hoogenraad et De Groot 1940 emend Adl et al. 2012 |
|  |                                                                |

|  | Euglyphidae Wallich 1864 emend Lara et al. 2007                                                                                         |
|  | |
|  | \| \| Sphenoderiidae Chatelain et al. 2013 \| \| \| \| \| \| Trinematidae Hoogenraad et De Groot 1940 emend Adl et al. 2012 \| \| \| \| |
|  | |
|  | Sphenoderiidae Chatelain et al. 2013 |
|  | |
|  | Trinematidae Hoogenraad et De Groot 1940 emend Adl et al. 2012                                                                          |
|  | |

|  | Sphenoderiidae Chatelain et al. 2013                           |
|  |                                                                |
|  | Trinematidae Hoogenraad et De Groot 1940 emend Adl et al. 2012 |
|  |                                                                |

|  | Euglyphidae Wallich 1864 emend Lara et al. 2007                                                                                         |
|  | |
|  | \| \| Sphenoderiidae Chatelain et al. 2013 \| \| \| \| \| \| Trinematidae Hoogenraad et De Groot 1940 emend Adl et al. 2012 \| \| \| \| |
|  | |
|  | Sphenoderiidae Chatelain et al. 2013 |
|  | |
|  | Trinematidae Hoogenraad et De Groot 1940 emend Adl et al. 2012                                                                          |
|  | |

|  | Sphenoderiidae Chatelain et al. 2013                           |
|  |                                                                |
|  | Trinematidae Hoogenraad et De Groot 1940 emend Adl et al. 2012 |
|  |                                                                |

|  | Euglyphidae Wallich 1864 emend Lara et al. 2007                                                                                         |
|  | |
|  | \| \| Sphenoderiidae Chatelain et al. 2013 \| \| \| \| \| \| Trinematidae Hoogenraad et De Groot 1940 emend Adl et al. 2012 \| \| \| \| |
|  | |
|  | Sphenoderiidae Chatelain et al. 2013 |
|  | |
|  | Trinematidae Hoogenraad et De Groot 1940 emend Adl et al. 2012                                                                          |
|  | |

|  | Sphenoderiidae Chatelain et al. 2013                           |
|  |                                                                |
|  | Trinematidae Hoogenraad et De Groot 1940 emend Adl et al. 2012 |
|  |                                                                |

|  | Euglyphidae Wallich 1864 emend Lara et al. 2007                                                                                         |
|  | |
|  | \| \| Sphenoderiidae Chatelain et al. 2013 \| \| \| \| \| \| Trinematidae Hoogenraad et De Groot 1940 emend Adl et al. 2012 \| \| \| \| |
|  | |
|  | Sphenoderiidae Chatelain et al. 2013 |
|  | |
|  | Trinematidae Hoogenraad et De Groot 1940 emend Adl et al. 2012                                                                          |
|  | |

|  | Sphenoderiidae Chatelain et al. 2013                           |
|  |                                                                |
|  | Trinematidae Hoogenraad et De Groot 1940 emend Adl et al. 2012 |
|  |                                                                |

|  | Euglyphidae Wallich 1864 emend Lara et al. 2007                                                                                         |
|  | |
|  | \| \| Sphenoderiidae Chatelain et al. 2013 \| \| \| \| \| \| Trinematidae Hoogenraad et De Groot 1940 emend Adl et al. 2012 \| \| \| \| |
|  | |
|  | Sphenoderiidae Chatelain et al. 2013 |
|  | |
|  | Trinematidae Hoogenraad et De Groot 1940 emend Adl et al. 2012                                                                          |
|  | |

|  | Sphenoderiidae Chatelain et al. 2013                           |
|  |                                                                |
|  | Trinematidae Hoogenraad et De Groot 1940 emend Adl et al. 2012 |
|  |                                                                |

|  | Euglyphidae Wallich 1864 emend Lara et al. 2007                                                                                         |
|  | |
|  | \| \| Sphenoderiidae Chatelain et al. 2013 \| \| \| \| \| \| Trinematidae Hoogenraad et De Groot 1940 emend Adl et al. 2012 \| \| \| \| |
|  | |
|  | Sphenoderiidae Chatelain et al. 2013 |
|  | |
|  | Trinematidae Hoogenraad et De Groot 1940 emend Adl et al. 2012                                                                          |
|  | |

|  | Sphenoderiidae Chatelain et al. 2013                           |
|  |                                                                |
|  | Trinematidae Hoogenraad et De Groot 1940 emend Adl et al. 2012 |
|  |                                                                |

|  | Euglyphidae Wallich 1864 emend Lara et al. 2007                                                                                         |
|  | |
|  | \| \| Sphenoderiidae Chatelain et al. 2013 \| \| \| \| \| \| Trinematidae Hoogenraad et De Groot 1940 emend Adl et al. 2012 \| \| \| \| |
|  | |
|  | Sphenoderiidae Chatelain et al. 2013 |
|  | |
|  | Trinematidae Hoogenraad et De Groot 1940 emend Adl et al. 2012                                                                          |
|  | |

|  | Sphenoderiidae Chatelain et al. 2013                           |
|  |                                                                |
|  | Trinematidae Hoogenraad et De Groot 1940 emend Adl et al. 2012 |
|  |                                                                |

|  | Euglyphidae Wallich 1864 emend Lara et al. 2007                                                                                         |
|  | |
|  | \| \| Sphenoderiidae Chatelain et al. 2013 \| \| \| \| \| \| Trinematidae Hoogenraad et De Groot 1940 emend Adl et al. 2012 \| \| \| \| |
|  | |
|  | Sphenoderiidae Chatelain et al. 2013 |
|  | |
|  | Trinematidae Hoogenraad et De Groot 1940 emend Adl et al. 2012                                                                          |
|  | |

|  | Sphenoderiidae Chatelain et al. 2013                           |
|  |                                                                |
|  | Trinematidae Hoogenraad et De Groot 1940 emend Adl et al. 2012 |
|  |                                                                |

## Taxonómia
Ordo Euglyphida Copeland 1956 emend. Cavalier-Smith 1997
- Tracheleuglypha Deflandre 1928
- Ampullataria van Oye 1956
- Euglyphidion Bonnet 1960
- Heteroglypha Thomas et Gauthier-Lièvre 1959
- Matsakision Bonnet 1967
- Pareuglypha Penard 1902
- Familia Paulinellidae de Saedeleer 1934 emend. Adl et al. 2012
  - Micropyxidiella Tarnawski et Lara 2015
  - Ovulinata Anderson, Rogerson et Hannah 1997 [Ovulina Anderson, Rogerson et Hannah 1996 non Ehrenberg 1845]
  - Paulinella Lauterborn 1895
- Familia Cyphoderiidae de Saedeleer 1934
  - Campascus Leidy 1877
  - Corythionella Golemansky 1970
  - Cyphoderia Schlumberger 1845
  - Messemvriella Golemansky 1973
  - Pseudocorythion Valkanov 1970
  - Schaudinnula Awerintzew 1907
- Subordo Euglyphina Bovee 1985 emend. Kosakyan et al. 2016
  - Familia Assulinidae Lara et al. 2007
    - Assulina Ehrenberg 1872
    - Placocista Leidy 1879
    - Valkanovia Tappan 1966 [Euglyphella Valkanov 1962 non Warthin 1934]

  - Familia Euglyphidae Wallich 1864 emend Lara et al. 2007
    - Euglypha Dujardin 1841
    - Scutiglypha Foissner et Schiller 2001

  - Familia Sphenoderiidae Chatelain et al. 2013
    - Deharvengia Bonnet 1979
    - Sphenoderia Schlumberger 1845
    - Trachelocorythion Bonnet 1979

  - Familia Trinematidae Hoogenraad et De Groot 1940 emend Adl et al. 2012
    - Corythion Taránek 1882
    - Neopileolus Ozdikmen 2009 [Pileolus Coûteaux et Chardez 1981]
    - Playfairina Thomas 1961
    - Puytoracia Bonnet, 1970 non Raabe 1972
    - Trinema Dujardin 1841

## Fordítás
Ez a szócikk részben vagy egészben  az   Euglyphida című angol Wikipédia-szócikk ezen változatának fordításán alapul.  Az eredeti cikk szerkesztőit annak laptörténete sorolja fel. Ez a jelzés csupán a megfogalmazás eredetét és a szerzői jogokat jelzi, nem szolgál a cikkben szereplő információk forrásmegjelöléseként.